# Pulmonal-arterielle Hypertonie
Die pulmonal-arterielle Hypertonie (PAH, auch pulmonalarterielle Hypertonie) ist eine spezielle Form des Lungenhochdrucks (pulmonale Hypertonie) in den Pulmonalarterien, verursacht durch eine Verendung und Versteifung der kleinen Lungenarterien. Sie wird in die Gruppe 1 der übergeordneten pulmonalen Hypertonie eingeteilt.
Es handelt sich um eine sehr seltene, chronische, fortschreitende Krankheit, die mit verfügbaren Medikamenten eingestellt, wenngleich nicht geheilt werden kann. Aufgrund des erhöhten Widerstands in den Lungenarterien wird die rechte Herzkammer immer stärker belastet (Rechtsherzinsuffizienz). Dies führt untherapiert im Mittel nach zwei bis drei Jahren zum Tod.

## Epidemiologie
Für Deutschland wird eine Inzidenz von 3,9 pro Millionen angegeben, weltweit eine von 1,1 bis 7,6 pro Millionen Erwachsenen pro Jahr. Die Prävalenz beträgt 6,6 bis 26 pro Millionen Erwachsenen. PAH betrifft überwiegend jüngere Patientinnen, gerade bei einer hereditären PAH. Dennoch steigt der Altersdurchschnitt der Patienten mit diagnostizierter PAH stetig an und liegt bei etwa 65 Jahren, sei es wegen der besseren Diagnoseverfahren oder infolge von Schwierigkeiten mit der exakten Klassifikation bei bestehenden Komorbiditäten („atypische“ PAH mit kardiopulmonale Risikofaktoren).

## Definition
Pathophysiologisch liegt bei einer PAH eine endotheliale Fehlfunktion vor. Dies äußert sich in einer Störung der natürlichen Zellproliferation und Migration von glatten Muskelzellen sowie einer abnormen Apoptose. In der Folge verdicken und verengen die Blutgefäße in der Lunge, was sich in einem erhöhten Blutdruck in den Lungenarterien äußert.
PAH wird hämodynamisch als präkapilläre pulmonale Hypertonie mit erhöhtem Lungengefäßwiderstand definiert. Hierbei liegt der pulmonal arterielle Mitteldruck in Ruhe (mean pulmonary arterial pressure, mPAP) bei mehr als 20 mmHg, der pulmonale arterielle Verschlussdruck (pulmonary arterial wedge pressure, PAWP; bzw. auch pulmonary capillary wedge pressure, PCWP) bei höchstens 15 mmHg – letzterer ist also normal. Der pulmonal-vaskulären Widerstand (PVR) ist erhöht und liegt bei über 2 Wood Units (WU; 1 WU = 80 dyn·s·cm−5).
Für die Diagnose PAH müssen sowohl diese hämodynamischen Kriterien erfüllt sein, als auch andere Formen einer präkapillären pulmonalen Hypertonie ausgeschlossen sein, beispielsweise Lungen- oder Linksherzerkrankungen.
Die WHO hat ferner den Schweregrad in vier Funktionsklassen (FK) bei PH-Patienten eingeteilt, analog NYHA bei Herzinsuffizienz:
- WHO-FK I: Patienten ohne Einschränkungen bei normalen, körperlichen Aktivitäten. Diese verursachen keine übermäßige Atemlosigkeit oder Erschöpfungen, Brustschmerzen oder Präsynkopen (Benommenheit und das Gefühl einer bevorstehenden Ohnmacht ohne Bewusstseinsverlust).
- WHO-FK II: Patienten mit leichten Einschränkungen bei körperlichen Aktivitäten, fühlen sich im Ruhezustand aber in Ordnung. Normale Aktivitäten führen zu übermäßiger Atemlosigkeit oder Erschöpfungen, Brustschmerzen oder Präsynkopen.
- WHO-FK III: Patienten mit deutlichen Einschränkungen bei körperlichen Aktivitäten, fühlen sich im Ruhezustand aber in Ordnung. Bereits geringfügige körperliche Aktivitäten verursachen Atemlosigkeit oder Erschöpfungen, Brustschmerzen oder Präsynkopen.
- WHO-FK IV: Patienten können keine körperlichen Aktivitäten beschwerdefrei ausüben. Sie haben Anzeichen für eine Herzinsuffizienz der rechten Herzhälfte. Bereits im Ruhezustand leiden sie unter Atemlosigkeit und/oder Erschöpfungen. Die Beschwerden werden durch jedwede körperliche Aktivität verstärkt.

Die WHO-FK ist ein starker Indikator für die Überlebenswahrscheinlichkeit, eine während der Therapie beobachtete Verschlechterung spiegelt das Fortschreiten der Erkrankung wider.

### Klassifikation der PAH
Es werden folgende Formen der pulmonal-arterielle Hypertonie unterschieden:
1.1 Idiopathische PAH (IPAH)
1.1.1 negativer Vasoreagibilitätstest
1.1.2 akut positiver Vasoreagibilitätstest
1.2 Hereditäre PAH (HPAH), auch familiäre PAH (FPAH) genannt
1.3 Arzneimittel- und toxininduzierte PAH (DPAH)
1.4 Assoziierte PAH (APAH); bei folgenden Grunderkrankungen:
1.4.1 Bindegewebserkrankungen
1.4.2 HIV-Infektion
1.4.3 portaler Hypertonie
1.4.4 angeborene Herzfehler
1.4.5 Bilharziose
1.5 PAH mit offensichtlichen Hinweisen auf eine pulmonalvenöse/kapilläre Beteiligung (PVOD: pulmonale veno-okklusive Erkrankung PVOD und/oder PCH: pulmonalkapilläre Hämangiomatose)
1.6 Persistierende pulmonalarterielle Hypertonie des Neugeborenen (PPHN)

## Diagnose
Eine vermutete PAH soll durch verschiedene diagnostische Ansätze abgeklärt werden, damit Patienten zeitnah an spezialisierte Expertenzentren behandelt werden können. Es ist eine Ausschlussdiagnose. Neben dem klinischen und körperlichen Erscheinungsbild (z. B. Atemlosigkeit, Ohnmacht, schnelle Erschöpfung bei Tätigkeiten) dient das EKG als Erhärtung des Verdachtes und soll Bestandteil der Erstdiagnostik sein. Ein normales EKG schließt eine PAH aber nicht aus. Ein Röntgen des Brustkorbes kann ein vergrößertes rechtes Herzventrikel offenbaren. Bei PAH-Patienten ohne assoziierte Bindegewebserkrankungen (Klassifikation 1.4.1) erscheinen Lungenfunktionstest normal oder zeigen milde Begleiterkrankungen. Bei einer Blutgasanalyse ist der arterielle Sauerstoffpartialdruck (PaO2) gewöhnlich normal oder geringfügig reduziert, dagegen ist der Kohlendioxidpartialdruck im arteriellen Blut (PaCO2) unter dem Normalwert und typisch für PAH-Patienten. Die körperliche Belastbarkeit wird durch funktionelle Belastungsuntersuchungen wie dem 6-Minuten-Gehtest oder eine Spiroergometrie erhoben, sie dient auch als Verlaufsparameter während der Therapie.
Die (Stress)Echokardiographie ist das wichtigste, nicht-invasive Mittel zur Erstdiagnostik, sie dient zum Nachweis oder Ausschluss charakteristischer morphologischer und funktioneller Zeichen einer PAH. Sie kann durch ein MRT ergänzt werden.
| hämodynamische Parameter, die durch eine RHC bestimmt werden                               |
| ------------------------------------------------------------------------------------------ |
| rechtsatrialer Druck, Mittelwert (mRAP)                                                    |
| systolischer Pulmonalarteriendruck (sPAP)                                                  |
| diastolischer Pulmonalarteriendruck (dPAP)                                                 |
| mittlerer Pulmonalarteriendruck (mPAP)                                                     |
| mittlerer Lungenkapillaren-Verschlussdruck / Pulmonal arterieller Wedge-Druck (PAWP, PCWP) |
| Herzzeitvolumen (CO)                                                                       |
| gemischtvenöse Sauerstoffsättigung (SvO2)                                                  |
| arterielle Sauerstoffsättigung (SaO2)                                                      |
| Systemischer Blutdruck                                                                     |

Der Goldstandard zur Diagnose einer PAH ist die invasive Rechtsherzkatheteruntersuchung (RHC), womit die hämodynamischen Verhältnisse zweifelsfrei bestimmt werden. Bei einer RHC werden zahlreiche Parameter erhoben (vgl. Tabelle), mit denen weitere Parameter berechnet werden (z. B. der PVR). Die RHC ist eine minimalinvasive Methode, bei der Patienten eine Sonde in der Regel über die Halsvene (Vena jugularis) oder die Oberschenkelvene (Vena femoralis) eingebracht wird. Der Katheter wird dann in den rechten Herzvorhof und die rechte Herzkammer bis in die Pulmonalarterien vorgeschoben.

## Symptome
PAH-Symptome sind unspezifisch und eine Folge der fortgeschrittenen Funktionsstörung des rechten Herzventrikels. PAH-Patienten leiden unter einer fortschreitenden Belastungsdyspnoe, fühlen sich müde oder abgeschlagen. Darüber hinaus können sie insbesondere nach körperlicher Belastung kurzzeitig das Bewusstsein verlieren (Ohmnacht). Falls bereits die rechte Herzhälfte betroffen ist (Herzinsuffizienz), kommt es infolge des angestiegenen rechtskardialen Füllungsdrucks zu Halsvenenstauungen, Ödemen und Aszites. Wegen Begleiterkrankungen sind die Symptome variabel.
Als Biomarker wird das Brain natriuretic Peptide (BNP) bestimmt bzw. das N-terminale Fragment des Vorläuferpeptids (NT-proBNP).

## Therapie
PAH ist eine nicht heilbare Krankheit, das Ziel einer Therapie ist damit die Krankheitskontrolle. So sollen PAH-Patienten auf einem guten klinischen Niveau stabilisiert werden (WHO-FK I oder II), eine Rechtsherzinsuffizienz soll ausbleiben. Außerdem soll die Lebensqualität der Patienten verbessert sowie eine weitere Krankheitsprogression verhindert werden. Der Schwerpunkt verfügbarer Therapeutika zielt darauf ab, die Lungengefäße zu erweitern. Dies senkt den Blutdruck in den Lungengefäßen und entlastet damit den rechten Herzventrikel. Therapeutisch spielen hierfür vier unterschiedliche Signalwege eine Rolle, die für Entstehung einer PAH wichtig sind:
- Endothelin-Signalweg: Bei PAH-Patienten besteht eine Hochregulierung des Hormons Endothelin-1 (ET-1), was an entsprechende Rezeptoren (ETA und ETB) bindet. Dies führt zu einer Vasokonstriktion, einem Zusammenschnüren der Blutgefäße in der Lunge.[5]
- Stickstoffmonoxid-sGC-cGMP-Signalweg: Stickstoffmonoxid (NO) wirkt auf lösliche Guanylylcyclasen (sGC), die wiederum GTP in den second messenger cGMP überführen. Dies führt zu einer Erweiterung von Blutgefäßen (Vasodilatation).[5][6]
- Prostacyclin-Signalweg: Prostacycline entstehen aus Arachidonsäure und binden an Prostacyclin-Rezeptoren (IP-Rezeptor), was dann zu einer Hemmung der Kontraktion glatter Gefäßmuskelzellen führt – damit wird eine Vasodilatation entsprechender Blutgefäße ermöglicht.[5]
- BMPR2 (Bone Morphogenetic Protein Receptor Type 2)-Signalweg: Bei BMPR2 handelt es sich um einen Serin/Threonin-Kinase-Transmembranrezeptor, der Teil des BMP-Signalwegs ist. Es werden damit mehrere wichtige zelluläre Prozessen (Zelldifferenzierung, Zellproliferation, Apoptose) in vielen Geweben, insbesondere dem Endothel, beeinflusst.[7] Allgemein wirkt er einer Zellproliferation entgegen. Mutationen bei BMPR2 wurden überwiegend bei vererbter PAH nachgewiesen, teilweise auch bei idiopathischer PAH. Entsprechende Störungen des BMP-Signalweges aufgrund einer verringerte BMPR2-Aktivität führen zu einem Ungleichgewicht zwischen proproliferativer und antiproproliferativer Signalwegen. Hierbei kommt es u. a. zu einer Überproduktion von Aktivin A, einem Mitlgied aus der sogenannten Transformierenden Wachstumsfaktor (TGF-ß)-Superfamilie. Überschüssiges Aktivin A führt schließlich zur Poproliferation und damit zu einem Zusammenschnüren der Blutgefäße.

| Signalweg    | Substanzklasse                           | Wirkstoff     | Verabreichung |
| ------------ | ---------------------------------------- | ------------- | ------------- |
| Endothelin   | ERA                                      | Bosentan      | per os        |
| Endothelin   | ERA                                      | Macitentan    | per os        |
| Endothelin   | ERA                                      | Ambrisentan   | per os        |
| NO/sGC/cGMP  | sGC-Stimulator                           | Riociguat     | per os        |
| NO/sGC/cGMP  | PDE5i                                    | Sildenafil    | per os        |
| NO/sGC/cGMP  | PDE5i                                    | Tadalafil     | per os        |
| Prostacyclin | Prostanoide/-analoga IP-Rezeptor-Agonist | Iloprost      | inhalativ     |
| Prostacyclin | Prostanoide/-analoga IP-Rezeptor-Agonist | Treprostinil  | subkutan      |
| Prostacyclin | Prostanoide/-analoga IP-Rezeptor-Agonist | Selexipag     | per os        |
| Prostacyclin | Prostanoide/-analoga IP-Rezeptor-Agonist | Eproprostenol | intravenös    |
| BMPR2        | Aktivin-Signalweg-Inhibitor              | Sotatercept   | subkutan      |

In der Therapie werden entsprechende Inhibitoren oder Stimulatoren dieser Wege eingesetzt. So blockieren Endothelin-Rezeptor-Antagonisten (ERAs) wie Ambrisentan oder Macitentan den Endothelin-Signalweg, während sGC-Stimulatoren (Riociguat) oder Phosphodiesterase-5-Hemmer (PDE5i) den NO-Signalweg stimulieren. Das rekombiante Fusionsprotein Sotatercept fängt Aktivin A ab (Ligandenfalle), hemmt daher dessen proproliferativen Signale und wirkt einem Zusammenschnüren der Blutgefäße entgegen. In der klinischen Praxis werden verschiedene Medikamente kombiniert; abhängig vom Schweregrad der Erkrankung (Risiko) starten Patienten mit einer Dual- oder Tripeltherapie. Die meisten Medikamente wirken systemisch und werden oral, subkutan oder intravenös verabreicht. Die Therapiealgorithmen werden in spezifischen Weltkonferenzen immer wieder neu festgelegt, zuletzt 2022 durch die herausgegebene Leitlinie der European Society of Cardiology.
Patienten mit idiopathischer, hereditärer oder Arzneimittel- und toxininduzierter PAH, die auf eine Vasoreaktivitätstestung positiv ansprechen, können von Calciumantagonisten profitieren. Die Vasoreaktivität wird im Rahmen eines RHC überprüft, ein Ansprechen wird definiert als einen Abfall des mPAP um mehr als 10 mmHg vom Ausgangswert auf unter 40 mmHg ohne Abfall des Herzzeitvolumens. Jedoch kann die anfängliche Wirksamkeit der Ca2+-Antagonisten häufig nicht lange aufrechterhalten werden.
Je nach Schwere und Art werden eine Reihe von Allgemeinmaßnahmen empfohlen, die größtenteils symptomatisch wirken. So sollen allgemeine Rehabilitationsmaßnahmen mit aktiver Physiotherapie für unter Therapie stehenden Patienten angewendet werden mit dem Ziel, körperliche Belastbarkeit, Lebensqualität und kardiale Funktion von Patienten zu verbessern. Zudem sollen PAH-Patienten psychosozial unterstützt werden. Bei Zeichen der Überwässerung oder rechtsventrikulären Dysfunktion werden zeitlich befristet Diuretika eingesetzt. Mittels einer Langzeit-Sauerstofftherapie sollen PAH-Patienten unterstützt werden, wenn eine manifeste Hypoxämie vorliegt  (Sauerstoffpartialdruck im arteriellen Blut dauerhaft < 8 kPa bzw. pO2<60 mmHg). Hierbei müssen nächtliche sowie belastungsinduzierte Hypoxämien berücksichtigt werden. Liegt ein Eisenmangel vor, soll dieser behoben werden. Grund hierfür ist die Beobachtung, dass ein Eisenmangel mit einer schlechten Prognose bei PAH-Patienten assoziiert ist. Schließlich ist eine Impfung gegen SARS-CoV-2, Influenza und Pneumokokken empfohlen.
Bei unzureichendem Therapieansprechen sollte frühzeitig eine Lungentransplantation evaluiert werden.

### Nebenwirkungen
Die Nebenwirkungen einer Kombinationstherapie bestehen in der Regel aus den Nebenwirkungen jedes individuellen Präparates. Hierbei können mehrere Organe wie unter anderen die Augen, das Zentralnervensystem, der Verdauungstrakt, das Knochenmark oder die Nasennebenhöhlen betroffen sein.
Bei den Therapeutika des Prostacyclin-Signalweges können die Nebenwirkungen einer intravenösen Gabe abgemildert werden, indem man diese stattdessen subkutan, oral oder inhalativ verabreicht.

## Risikostratifizierung
Bei Diagnosestellung wird eine Risikostratifizierung gemäß Drei-Strata-Modell empfohlen. Zusammen mit dem Phänotyp und möglichen Begleiterkrankungen wird dadurch die Therapiestrategie definiert. Falls nicht alle Parameter erfasst werden können, sollen die Art der Erkrankung, der WHO-FC, die 6-Minuten-Gehstrecke, die Biomarker BNP oder NT-proBNP sowie die Hämodynamik bestimmt werden. Im Verlauf der Therapie kann dann das Vier-Strata-Modell angewendet werden.

### Risikostratifizierung bei PAH
| Prognoseparameter / geschätzte 1-Jahresmortalität       | geringes Risko (< 5 %)                                        | mittleres Risiko (5–20 %)                                                | hohes Risiko (> 20 %)                                                        |
| ------------------------------------------------------- | ------------------------------------------------------------- | ------------------------------------------------------------------------ | ---------------------------------------------------------------------------- |
| Zeichen einer Rechtsherzinsuffizienz                    | nicht vorhanden                                               | nicht vorhanden                                                          | vorhanden                                                                    |
| Progression der Symptome und klinischen Manifestationen | nein                                                          | langsam                                                                  | schnell                                                                      |
| Synkope                                                 | nein                                                          | gelegentliche Synkopen                                                   | wiederholte Synkopen                                                         |
| WHO-FC                                                  | I, II                                                         | III                                                                      | IV                                                                           |
| 6MWT                                                    | >440 m                                                        | 165–440 m                                                                | <165 m                                                                       |
| CPET                                                    | peakVO2 >15 ml/min/kg (>65 % Soll) VE/VCO2 Slope <36          | peakVO2 11–15 ml/min/kg (35–65 % Soll) VE/VCO2 Slope 36–44               | peakVO2 <11 ml/min/kg (<35 % Soll) VE/VCO2 Slope >44                         |
| BNP oder NT-proBNP                                      | <50 ng/l <300 ng/l                                            | 50–800 ng/l 300–1100 ng/l                                                | >800 ng/l >1100 ng/l                                                         |
| Echokardiographie                                       | RAFläche <18 cm2 TAPSE/PAPs >0,32 mm/mmHg Kein Perikarderguss | RAFläche 18–26 cm2 TAPSE/PAPs 0,19–0,32 mm/mmHg Minimaler Perikarderguss | RAFläche >26 cm2 TAPSE/PAPs <0,19 mm/mmHg Mäßiger oder großer Perikarderguss |
| kardiale MRT                                            | RVEF >54 % SVI >40 ml/m2 RVESVI <42 ml/m2                     | RVEF 37–54 % SVI 26–40 ml/m2 RVESVI 42–54 ml/m2                          | RVEF <37 % SVI <26 ml/m2 RVESVI >54 ml/m2                                    |
| Hämodynamik                                             | RAP <8 mmHg CI ≥2,5 l/min/m2 SVI >38 ml/m2 SvO2 >65 %         | RAP 8–14 mmHg CI 2,0–2,4 l/min/m2 SVI 31–38 ml/m2 SvO2 60–65 %           | RAP >14 mmHg CI <2,0 l/min/m2 SVI <31 ml/m2 SvO2 <60 %                       |

| Prognoseparameter / geschätzte 1-Jahres-Mortalität | niedriges Risiko | intermediär- niedriges Risiko | intermediär- hohes Risiko | Hohes Risiko |
| -------------------------------------------------- | ---------------- | ----------------------------- | ------------------------- | ------------ |
| Zugewiesene Punkte                                 | 1                | 2                             | 3                         | 4            |
| WHO-FC                                             | I oder II        | -                             | III                       | IV           |
| 6MWT [m]                                           | >440             | 320-440                       | 165-319                   | <165         |
| BNP oder NT-proBNP [ng/l]                          | <50 <300         | 50-199 300-649                | 200-800 650-110           | >800 >1100   |

## Prognose
PAH gilt als generell tödlich verlaufende Krankheit; die Prognose beträgt unbehandelt im Median 2 bis 3 Jahre ab dem Zeitpunkt der Diagnose, wobei die Todesursache in der Regel eine akut einsetzende rechtskardiale Dekompensation (Rechtsherzversagen) mit bösartigen Herzrhythmusstörungen ist.
Die Überlebenszeit ist variabel und hängt von vielen Faktoren ab. Mit neuen Therapien steigen die Überlebensraten. In den 1980er Jahren lagen die 3-Jahres-Überlebensraten von PAH-Patienten bei ca. 40 %, in den 2010er Jahren stieg diese 70–80 %. Bei 2.635 Patienten, die von März 2006 bis Dezember 2009 in das Register zur Bewertung des frühzeitigen und langfristigen Managements der pulmonalen arteriellen Hypertonie (REVEAL-Register) aufgenommen wurden, lagen die 1-, 3-, 5- und 7-Jahres-Überlebensraten bei je 85 %, 68 %, 57 % bzw. 49 %. Frauen erkranken zwar häufiger an PAH, die Prognose bei Männern ist aber schlechter. Vermutlich hängt dies mit einer Reihe geschlechtsspezifischer Hormone, Rezeptoren und Metaboliten zusammen.
Die WHO-Funktionsklasse ist einer der stärksten Prädiktoren für das Überleben, so sind WHO-FC I und II mit einem guten Langzeitüberleben assoziiert.

## Ursachen
| Substanzen, die eine PAH verursachen können |
| ------------------------------------------- |
| Aminorex                                    |
| Dasatinib                                   |
| Benfluorex                                  |
| Fenfluramine                                |
| Methamphetamine                             |
| Verunreinigtes Rapsöl                       |

Es sind einige Medikamente und Toxine bekannt, die zu einer PAH führen können. So hat sich gezeigt, dass der Langzeitgebrauch von Fenfluarmin zu einer PH führt, weswegen es 1997 wie auch andere PAH verursachende Medikament aus dem Verkehr gezogen wurde. Weitere Substanzen wie Bosutinib oder Ponatinib stehen im Verdacht, eine mögliche Assoziation wird untersucht. Methamphetamin verursacht die Freisetzung von Noradrenalin und Serotonin, die wiederum die Proliferation und das Zusammenziehen glatter Muskelzellen auslösen und das Risko einer PAH um über 40 % erhöht. Der zunehmende Missbrauch von Methamphetamin („Crystal Meth“) in den USA – dokumentierte Einnahme bei über 2 Millionen Personen 2019 –, Europa und Asien gibt daher Anlass zur Sorge. Die auch als meth-APAH bezeichnete Form betrifft häufiger jüngere Personen und zeichnet sich im Vergleich zu einer iPAH mit einem geringeren Herzindex, einer schwerwiegendere Krankheitslast sowie schlechtere gesundheitsbezogene Lebensqualität aus. PAH ist mit einer Einnahme von Dasatinib assoziiert, was zunächst paradox ist. Es zählt zu den Tyrosinkinaseinhibitoren wie z. B. Imatinib, das als Mittel gegen PAH klinisch erprobt wurde. Dieser Unterschied in ihren Wirkungen könnte auf das breitere Spektrum der von Dasatinib inhibierten Kinasen zurückzuführen sein.
Genetische Mutationen können eine PAH verursachen, wenngleich sich die Ausbildung der Erkrankung bei Trägern einer solchen Genmutation sehr uneinheitlich äußert. Mutationen in BMPR2, ALK1 (Activin receptor-like kinase 1) oder Endoglin sowie Einzelnukleotid-Polymorphismen (SNPs) für Ionenkanäle oder Transportergene sind stark mit der Entstehung einer PAH assoziiert.
Spezielle Erkrankungen wie eine systemische Sklerose, systemischer Lupus erythematodes, gemischte Bindegewebserkrankung, seltener Dermatomyositis sowie des Sjögren-Syndroms können PAH als Komplikation zur Folge haben. Zudem können angeborene Herzfehler oder eine HIV-Infektion ebenfalls zur PAH führen. Eine PAH entwickelt sich bei 2–6 % der Patienten mit einem Bluthochdruck in der Pfortader (portale Hypertonie, PoPH).
Die persistierende pulmonalarterielle Hypertonie des Neugeborenen (PPHN, früher bekannt als persistierende fetale Zirkulation) tritt bei etwa 1,8 ‰ aller Geburten auf. Physiologischer Hintergrund ist eine anatomische oder funktionelle Beeinträchtigung der pulmonalen Arteriolen des Neugeborenen. Eine PPHN kann sich auch dann bilden, wenn die zunehmende Belüftung der Lunge nicht zu einem physiologischen Abfall des Widerstandes in den Lungenarteriolen führt bzw. sich die Lungengefäße nach der Geburt nicht weiten – der fetale Kreislauf (intrauterine Versorgung über die Plazenta) geht nicht in richtig in eine extrauterine Sauerstoffversorgung über. Damit bleibt ein erhöhter pulmonaler Gefäßwiderstand nach der Geburt bestehen.
PAH kann aber auch ohne erkennbare Ursache (idiopathisch) auftreten (39–46 % der PAH-Fälle).

### Leitlinien
- Marc Humbert et al.: 2022 ESC/ERS Guidelines for the diagnosis and treatment of pulmonary hypertension. In: European Heart Journal. Band 43, Nr. 38, 11. Oktober 2022, S. 3618–3731, doi:10.1093/eurheartj/ehac237, PMID 36017548 (englisch).
  - ESC Pocket Guidelines, Version 2022 (Kurzfassung, Deutsche Übersetzung, PDF)

- S2k-Leitlinie Pulmonale Hypertonie der Deutschen Gesellschaft für Pädiatrische Kardiologie und Angeborene Herzfehler e.V.. In: AWMF online (Stand 2020)

### Fachliteratur
- Marc Humbert et al.: Treatment of pulmonary arterial hypertension: recent progress and a look to the future. In: The Lancet. Respiratory Medicine. Band 11, Nr. 9, September 2023, S. 804–819, doi:10.1016/S2213-2600(23)00264-3, PMID 37591298 (englisch).
- Kelly M. Chin et al.: Treatment algorithm for pulmonary arterial hypertension. In: The European Respiratory Journal. Band 64, Nr. 4, Oktober 2024, S. 2401325, doi:10.1183/13993003.01325-2024, PMID 39209476 (englisch).